# Владислав Шикорски
Владѝслав Еугѐниуш Шико̀рски (на полски: Władysław Eugeniusz Sikorski), повече известен като Владислав Сикорски, е полски военен и политически водач, генерал-полковник.

## Биография
Роден е в с. Тушов Народови (дн. Подкарпатско войводство, Югоизточна Полша), Австро-Унгария, която е сред 3-те страни, поделили си полската територия. Преди Първата световна война участва в няколко нелегални организации, целящи освобождаването на Полша. Бие се в състава на Полските легиони през Първата световна война, а по-късно – в новосъздадените Сухопътни войски на Полша в Полско-съветската война (1919 – 1921). Той играе важна роля в Битката за Варшава, когато съветските войски, очакващи лесна победа, са изненадани и вкарани в отстъпление от полска контраатака.
В ранните години на Втората полска република Сикорски заема няколко държавни поста, вкл. министър-председател (1922 – 1923) и министър на отбраната (1923 – 1924). Изпада в немилост след Майския преврат на Йозеф Пилсудски и идването на правителството „Санация“ и остава в опозиция до 1939 г. Публикува няколко книги за военното изкуство и външнополитическите отношения на Полша.
По време на Втората световна война става министър-председател на Правителството на Полша в изгнание и върховен главнокомандващ на Въоръжените сили на Полша и яростен защитник на полската кауза на дипломатическите събирания. Той подкрепя оправянето на отношенията между СССР и Полша, които се изострят след Съветско-германския договор и Нахлуването в Полша през 1939 г. Съветският лидер Йосиф Сталин обаче ги прекъсва поради искането на Сикорски за разследване на Катинското клане от Червения кръст.
През юли 1943 г. самолет, на борда на който е Сикорски, се разбива в морето, веднага след като е излетял от Гибралтар, като всички на борда без пилота загиват. Точните условия около катастрофата се обсъждат, като съществуват много конспиративни теории за нея и за смъртта на Сикорски. Разследващите по-късно откриват, че нараняванията му не са обичайни за загинал при самолетна катастрофа (което поражда спор за обстоятелствата, довели до смъртта му).
През 1907 г. се сближава с Полската социалистическа партия, която тогава е една от основните независими групировки. По това време среща Юзеф Пилсудски. Шикорски притежава сериозно военно образование и обучава останалите членове на партията като им представя различни теми, свързани с военното изкуство. През 1908 г. в Лвов, заедно с Мариан Кукел, Валери Славек, Кажимеж Соснковски, Витолд Йодко-Наркевич и Хенрик Минкевич, основават Związek Walki Czynnej (Съюз за активна борба), чиято главна цел е организирането на въоръжено въстание срещу Руската империя. През 1910 г. Шикорски е един от организаторите и на Związek Strzelecki (Асоциация „Стрелец“). Назначават го и за отговорник по военните въпроси в Комисия на временните независими конфедеративни партии (Komisja Tymczasowych Skonfederowanych Stronnictw Niepodległościowych). Освен това е един от водачите на Прогресивно-демократическата партия (Stronnictwo Postępowo-Demokratyczne).

## Първа световна война
След избухването на Първата световна война Пилсудски навлиза със своята рота в земите на Кралство Полша, а Шикорски попада в австро-унгарската армия. По-късно попада в Главния щаб на полската войска в Миехув, където разработва схема за формиране на Полски спомагателен корпус. Малко след това Шикорски става шеф на Военния департамент в Националния комитет (който възниква на 16 август 1914 г., когато австрийците вземат решение за създаването на Полските легиони). Изпълнява тази длъжност до 1916 г.
На 19 юли 1916 г., в резултат на безупречната му служба, става полковник. През 1916 г. между Шикорски и Пилсудски назрява конфликт. Шикорски все още се застъпва за сътрудничество с австро-унгарската империя и се занимава с изтеглянето на поляци за Полските въоръжени сили, докато Пилсудски смята, че при липсата на политически отстъпки, трябва да бъде спряно изтеглянето. През юли 1917 г. войниците от две бригади от Полските легиони – по тайна заповед от командира – отказват да положат клетва за лоялност към немския император. Пилсудски е интерниран в Магдебург, а Шикорски отново бива внедрен в австро-унгарската армия. Става командир на командването за допълване на Полския спомагателен корпус. След подписването на Брест-Литовския мирен договор през март 1918 г. Шикорски протестира срещу откъсването на Хелмската земя от Кралство Полша. В резултат на това е обвинен в предателство и е интерниран.
След като излиза от затвора започва сътрудничество с генерал Тадеуш Розвадовски, тогава неофициален съветник на Регентския съвет, а от октомври 1918 г. шеф на щаба на полската войска. По заповед на генерал Розвадовски още през октомври Шикорски пристъпва към създаване на полска войска на територията на Галиция, като наема основно от бившите членове на Полския спомагателен корпус.

## Председател на Съвета на министрите
След убийството на Габриел Нарутович, маршалът на Сейма Мачей Рата, съгласно чл. 40 от Мартенската конституция, получава правото до определи шефа на Съвета на министрите. На 16 декември 1922 г. назначава на тази длъжност генерал Владислав Шикорски. Той изпълнява и задълженията на министър на вътрешните работи. Основна задача на новия премиер в сферата на вътрешната политика се оказва необходимостта да внесе спокойствие в напрегнатата социална ситуация около убийството на Нарутович. На 17 декември правителството въвежда извънредна ситуация. Военен министър става генерал Кажимеж Соснковски, който назначава Юзеф Пилсудски за шеф на Генералния щаб. Кабинетът на Шикорски няма безусловната подкрепа на нито една от политическите сили тогава.
Въпреки това, на 23 януари 1923 г. Шикорски получава вот на доверие от Сейма (макар че част от депутатите напускат заседанието и не участват в гласуването). Все пак мнозинството от политическите сили третира неговото правителство като временно. След успокояването на социалното напрежение и избора на нов президент (Станислав Войчеховски), правителството на Шикорски се изправя пред поредната задача – разрешаване на икономическите и финансовите проблеми и най-вече намаляване на инфлацията.
Правителството на Шикорски довежда до признаването на източните полски граници от западните страни. Във връзка с това на 15 март 1923 г. Съветът на посланиците приема резолюция.
В същото време правителството не се справя с въпросите, свързани с вътрешната политика. Владислав Грабски, министър на финансите, разработва план за реформа, но не получава подкрепа от Сейма. Шикорски се опитва да маневрира между последователите на Пилсудски и тези на Националната демокрация. Неговите привърженици създават тайна организация „Чест и Родина“. Опитва да ограничи влиянието на най-крайните десни сили. Стреми се да привлече на своя страна хора от другите партии, но не успява. Серията от бомбени атентати през пролетта на 1923 г. отслабват авторитета и влиянето на правителството. В страната расте напрежение, което кабинетът не успява да овладее.
В резултат на това в Сейма се появяват тенденции към създаване на коалиции, които се съсредоточават около десните и центристките групировки. След дълги преговори, на 17 май 1923 г. във Варшава е подписан т.нар. Ланцкоронски пакт, в резултат на който споразумение за сътрудничество подписват Обединената народна партия, Полската християндемократическа партия и Полската народна партия „Пяст“. Още на 26 май този блок предизвиква оставката на генерал Владислав Шикорски от поста председател на Съвета на министрите.

## Извън основното течение в политиката
През 1921 г. Пилсудски повишава Шикорски в генерал-лейтенант. През годините 1921 – 1922 изпълнява длъжността шеф на Главния щаб. В периода 1924 – 1925 г. е министър по военните въпроси във второто правителство на Владислав Грабски. През май 1926 г. отново е възприеман като един от кандидатите за шеф на правителството. След оставката на кабинета на Александър Скшински на 5 май 1926 г., Карол Попел, лидер на Работническата партия, предлага отново Шикорски за тази длъжност, тъй като смята, че той е човек с голям авторитет, готов да се противопостави на Пилсудски. Президентът обаче отказва тази кандидатура, твърдейки, че това би означавало да влезе в явен конфликт с Пилсудски. Така кандидатурата на Шикорски за премиер отпада. Витос го предлага за министър на вътрешните работи, а за да го убеди да приеме тази длъжност, за Лвов заминава Попел. Оказва се обаче, че Пилсудски е твърдо против участието на генерала в правителството на Витос.
През 1934 г. е издадена книга, чийто автор е Шикорски „Бъдещата война – нейните възможности и характер както и свързаните с нея въпроси за защита на страната“. В нея представя своите анализи и очаквания, чиято точност е потвърдена от световния военен конфликт, който избухва пет години по-късно.
По това време публикува много от своите разсъждения, предвиждайки между другото опасността от демилитаризация на Германия и трагичните последици от политиката на умиротворяване.
Шикорски започва да пише обстойни статии на военно-политически теми във вестника „Kurier Warszawski“, в които предупреждава за опасността от немското могъщество. Заедно с това лансира идеята за създаване на съюз на демократичните страни (с участието на Полша) със СССР, насочен срещу Германия.
Малко преди да започне Полската кампания, Шикорски се връща в страната и се опитва да заеме позицията, на която би могъл изцяло да използва своите умения, но не успява. Заминава за Франция, където на 28 септември, с разрешение на съюзниците, се заема със създаването на полска армия в изгнание.

## Премиер и главнокомандващ (1939 – 1943)
В Париж се присъединява към Владислав Рачкевич и Станислав Миколайчик. Игнаци Мошчицки отстъпва от длъжността президент на Република Полша и назначава Владисла Рачкевич. От своя страна Рачкевич поверява мисията за създаване на правителството на Аугуст Залески, бивш министър на външните работи. Неговата позиция обаче е доста слаба – септемврийският крах подкопова авторитета на този лагер. В опозиция спрямо него е и Владислав Шикорски. Генералът е възприеман като франкофил и политик, който има добри контакти с френските власти. На 30 септември 1939 г. Рачкевич го назначава отново за премиер. В същото време представителите на опизицията подписват т.нар. парижко споразумение с политиците от Санацията, които пребивават във Франция. Според това споразумение президентът ще изпълнява своите конституционни правомощия в съгласие с премиера.
Първоначално в кабинета на Шикорски има равновесие между политиците, свързани с междувоенния Фронт Морж, и представителите на Санацията: Владислав Шикорски – премиер и министър на военните работи, Станислав Стронски – вицепремиер и министър на информацията, Аугуст Залески – министър на външните работи и Адам Коц – министър на финансите. Скоро обаче конфигурацията се променя в полза на първите – влизат Юзеф Халер (министър без портфейл), Ян Станчик (социални грижи), Мариан Сейда (също министър без портфейл). Финансовият ресор се поема от Хенрик Страсбургер, а Коц става вицеминистър.
В средата на октомври в Париж пристига Кажимеж Соснковски, когото Рачкевич назначава за свой заместник. Влиза и в правителството като министър без портфейл. Привържениците на Санацията искат той да стане и Главнокомандващ на въоръжените сили, но от лагера на Шикорски не допускат това да се случи. На 7 ноември 1939 г. Шикорски е назначен за Главнокомандващ и Главен инспектор на въоръжените сили. Правителството на Шикорски бива моментално признато от Франция и Великобритания за легално и суверенно представителство на полската държава. САЩ признава този факт на 2 октомври 1939 г. Междувременно в състава на кабинета влиза близък приятел на генерала, Станислав Кот, който оглавява вътрешното министерство. Това засилва позицията на премиера.
На 18 декември 1939 г. правителството на Шикорски издава декларация, която изразява позицията на кабинета по отношение на външната политика. Декларира участието във войната с цел освобождаване на страната от немска окупация и осигуряване на държавните граници, гарантиращи пълна сигурност.
Междувременно Владислав Шикорски се съсредоточава в създаването на полска армия във Франция – на 4 януари 1940 г. подписва военно споразумение с френското правителство. По това време Полша е третият най-силен съюзник, разполагащ с 84 хиляди войници във Франция. Докато Шикорски изпълнява длъжността шеф на правителството в изгнание, той е изключително популярен в родината си.
След немската атака срещу Франция и разбиването на френската войска, Владислав Шикорски не приема предложението на френския маршал Филип Петен за безусловна капитулация. На 13 юни до полското правителство достига поверителна информация за разговори между французи и немци на тема предаване. На 17 юни кабинетът получава официална информация за капитулация. Това освобождава Полските въоръжени сили от отговорността им за сътрудничество с Франция. Крахът на тази страна е огромно разочарование за Шикорски, който до последно вярва във военната ѝ мощ и волята за борба на населението. След капитулацията на Франция в полското правителство в изгнание се появяват гласове за необходимостта от разпускане на кабинета на Шикорски. Но дотам не се стига благодарение на неговите усилия и помощта на Великобритания.
На 19 юни Шикорски се среща с премиера Уинстън Чърчил и му обещава, че полските войски ще воюват редом с британските докато не победят. На 5 август 1940 г. той подписва споразумение за възстановяване на полската армия и полското правителство в изгнание във Великобритания.
Процесът по евакуиране на полската войска до Британските острови и свързаните с това проблеми пораждат много лични недоразумения между политиците, което от своя страна води до криза в правителството в изгнание. На 18 юли президентът Рачкевич изпраща писмо на Шикорски, с което го освобождава от длъжността премиер. Шикорски не го приема, но президентът номинира за премиер Залески. Основната причина за освобождаването на Шикорски е неговото отношение към СССР. Той смята, че трябва да се търси общ език със Съветския съюз. На 19 юли Шикорски представя меморандум на британското правителство, в който предвижда създаването на 300-хилядна армия, съставена от поляци, пребиваващи в СССР. Този документ не е консултиран нито с президента, нито с останалите членове на кабинета. Междувременно Рачкевич и Залески твърдят, че Полша е във война както с Германия, така и със Съветския съюз.
Против освобождаването на Шикорски се обявява група офицери, свързана с Главнокомандващия, както и Националният съвет. На 20 юли Рачкевич е принуден да оттегли своето решение. Генерал Шикорски запазва мястото си на премиер, но при условие, че се откаже от плановете за преговори със СССР. Благодарение на това се увеличава влиянието на лагера на Санацията върху външната политика на полското правителството в изгнание.
През 1942 г., по време на полет с генерала, подполковник Бохдан Клечински осуетява опит за убийство.
На 24 декември президентът Владислав Рачкевич назначава Шикорски за Generał broni (генерал-лейтенант).

## Договорът Шикорски-Майски
След германското нападение срещу СССР (Операция „Барбароса“) през юни 1941 г., Шикорски е един от първите политици, който забелязва огромната промяна. Въпреки това, ден след нападението в реч по радиото от 23 юни 1941 г. генералът предава условията, при които полското правителство ще установи дипломатически отношения със Съветския съюз. Шикорски иска Сталин да признае източната граница на Полша така, както е установено в записите на Рижкия договор от 1921 г. Освен това иска за нея и гаранция от Великобритания и САЩ. Подчертава и необходимостта от подобрение на ситуацията на полското население, което се намира на териториите, заети от СССР след 17 септември 1939 г. В същото време Съветският съюз се застъпва за възстановяване на независимата полска държава, но само и единствено в етническите си граници.
За Уинстън Чърчил е важно бързо да сключи договор със Сталин. За това оказва натиск върху полския премиер. Предварителните разговори по този въпрос започват на 5 юли 1941 г. Освен Шикорски и съветския посланик Иван Майски, в тях участват и представители на британското правителство (Александър Кадоган, а после и министър Антъни Идън). Руснакът осъзнава своята силна позиция в преговорите. За него е ясно, че Чърчил е по-заинтересован да привлече Сталин в съюз, отколкото да гарантира на Полша благопрятна ситуация след края на войната. Затова Майски заема твърда позиция, а Шикорски е принуден да лавира и отстъпва. След дълги разговори, той успява да получи обещание от съветска страна, че ще признае за невалидно всяко споразумение с нацистка Германия. Това дава надежда на Шикорски, че СССР ще признае границите на Полша.
Преговорите, водени със СССР, довеждат до консолидиране на опозиционните настроения спрямо действията на Шикорски. Ръководи ги генерал Кажимеж Соснковски, министър без портфейл в правителството в изгнание. Бурно протичат две заседания на Националния съвет – на 15 и 21 юли, по време на които министърът на външните работи Аугуст Залески отправя остра критика срещу Шикорски. На 25 юли трима членове напускат правителството: Залески, Соснковски и Мариан Сейда (министър на правосъдието). Тази група е на мнение, че с евентуалното подписване на договор със Сталин трябва да се почака докато военната ситуация на СССР във войната с Германия е дотолкова лоша, че Съветският съюз да бъде готов на отстъпки. Президентът Рачкевич е на същото мнение и на 29 юли отнема правомощията на премиера, които са му необходими, за да подпише договора. Шикорски обаче смята, че всяко забавяне влияе неблагоприятно на международната позиция на полското правителство. Затова решава да подпише договора на своя отговорност.
На 30 юли 1941 г. той подписва споразумение с посланика Иван Майски относно създаването на полска армия на изток (съюз Шикорски-Майски). По време на тържественото подписване присъстват Чърчил и Идън. Към споразумението има таен протокол, че съществува вероятност да се водят по-нататъшни разговори по въпроси, които не са обсъдени в съдържанието на документа. Споразумението е разкритикувано от опозицията на Шикорски, която обръща особено внимание на определението „амнистия“, което предполага, че поляците, пребиваващи заети от СССР земи, са обект на съветското право, следователно се намират на територия, принадлежаща на Съветския съюз. Тази дума предполага също, че полските граждани са извършили някакво престъпление.
Споразумението е потвърдено с договора Шикорски-Сталин, подписан през декември 1941 г. Благодарение на това съветските власти обявяват амнистия за поляците, затворени в ГУЛАГ, и създаване на Полска армия в СССР под командването на генерал Владислав Андерс. Благодарение на това територията на СССР успяват да напуснат около 115 хил. души.
Подписването на този договор води до сериозна криза в полското правителство в изгнание. На 27 юли Аугуст Залески се оттегля от длъжността министър на външнте работи. Малко по-късно се оттеглят Сейда и Соснковски. Президентът Рачкевич също се замисля, но все пак остава и на 22 август подписва заповедите за освобождаване на гореспоменатите министри. На тяхно място идват: Едвард Рачински (на 3 септември оглавява министерството на външните работи), Херман Либерман (министър на правосъдието; умира на 21 октомври, замества го Вацлав Комарницки) и Карол Попел (министър без портфейл).
На 30 ноември 1941 г. Шикорски посещава Куйбишев, където тече организацията на полската войска. След това, на 3 и 4 декември се среща със Сталин. Предлага полската армия да бъде изпратена в Иран, но не получава съгласие. Двамата определят, че ще се състои от 6 дивизии, наброяващи около 96 хил. войници, както и спомагателни формации, към които ще се присъединят още около 30 хил. души. Сталин се съгласява да евакуира от СССР 25 хил. войници. В резултат на проведените разговори на 4 декември е подписана съвместна политическа декларация. Тогава Шикорски смята, че със СССР трябва да се сключи дълготраен съюз срещу германците и завинаги да се свърши с предвоенната политика на лавиране между двама врагове.
Скоро става ясно, че СССР все още планира да поеме контрола над полските земи след края на войната. Съветският съюз започва диполматическа офанзива след първия значителен военен успех в битката при Москва. През януари 1942 г. предявява своите претенции към Лвов. На 26 януари британският дипломат Стафорд Крипс предава на Шикорски, че в Москва разбира за плановете на Сталин да предаде на Полша Източна Прусия и да премести значително на запад полската граница (до т.нар. Линия Кързън). Шикорски остро се противопоставя на каквито и да е промени на границите на полската държава след войната. Според него разпоредбите от Атлантическата харта и Рижкия договор гарантират неприкосновеност на полските граници. Неговата категоричност скоро води до влошаване не само на полско-съветските отношения, но и на целия британско-американско-съветски съюз. Рузвелт и Чърчил от своя страна искат възможно най-добро сътрудничество със СССР и отношението на полския премиер предизвиква у тях нетърпение. Междувременно Шикорски успява да получи подкрепа от западните сили за евакуация на полските войски от Съветския съюз до Иран. Това става през април и август 1942 г.

## Катинският въпрос
Отделна статия: Катинско клане
През 1943 г. напрегнатите отношения между полското правителство в изгнание и Съветския съюз са изложени на тежко изпитание. На 13 април немците информират за откриването на 4 хил. полски офицери, убити от НКВД и заровени в гората край с. Катин, близо до Смоленск. Нацистката пропаганда, водена от Йозеф Гьобелс, успешно използва случилото се, за да влоши отношенията между Полша, съюзниците и СССР. Съветският съюз, а по-късно Русия отказва да поеме отговорност за случилото се чак до 90-те години на XX в., като обвинява Германия.
На 16 април Владислав Шикорски отказва да приеме официалната съветска интерпретация за Катинското клане и настоява да се проведе разследване от Международния червен кръст по този въпрос, за което СССР го обвинява в сътрудничество с III Райх. На 26 април 1943 г. Съветският съюз прекъсва дипломатическите си отношения с полското правителство в изгнание. В кореспонденция с Чърчил, Сталин не изключва подновяване на отношенията при персонални промени в състава на полското правителство. В отговор на това на 12 май Чърчил пише, „че може да се подобри съставът на полското правителство, макар че би било много трудно да се намерят по-добри кандидатури. Също като вас мисля, че Шикорски и няколко други трябва да останат.“ Междувременно Сталин свиква Съюза на полските патриоти начело с Ванда Вашилевска и започва организирането на 1 Пехотна дивизия „Тадеуш Косцюшко“ под ръководството на Зигмунт Берлинг, фактически подчинена политически на Сталин. Този ход е насочен срещу полското правителство в изгнание и трябва да положи основите за създаването на подчинен на СССР център на властта в Полша. През юни 1943 г. Владислав Шикорски обявява войската на Берлинг за полска комунистическа дивизия с диверсионен характер, а нейния създател за предател, който дезертира от полската войска.
Шикорски дава съгласие за разговори на негови представители в Полша и ръководството на Армия Крайова с дейците от Полската работническа партия. Комунистите възнамеряват да поверят на Шикорски поста на премиер в правителството на Полша, освободено от Армия Червона. По време на разследването, според Ксавери Прушински, на 2 юли 1943 г. в Кайро Шикорски говори за необходимостта от примирение с промените на източната граница на Полша и извършването на конструктивен обрат в полско-съветските отношения.

## Смърт в Гибралтар
Шикорски умира на 4 юли 1943 г. в Гибралтар, в обратния полет от Близкия изток, където проверява Полската армия. Още преди пътуването Вацлав Комарницки и Мариан Сейда, членове на правителството, го увещават да не лети в Близкия изток, тъй като настроението войниците са агресивно настроени, което прави пътуването опасно за генерала. Заедно с Шикорски в самолета, който пада в морето в 23:07 ч., 16 секунди след излитане, умира неговата дъщеря Зофия (според официалната версия), Тадеуш Климецки и още 7 души. Тялото на дъщеря му и на останалите трима души не са открити.

## След смъртта на Шикорски
На 10 юли 1943 г. тленните останки на генерала са транспортирани до Плимът в Англия. След погребалната церемония в Лондон, Шикорски е погребан в гробището на полските летци в Нюарк, недалеч до Нотингам.
След извършена ексхумация през 1993 г. тленните му останки са пренесени във Варшава, а на 17 септември 1993 г. са положени в криптата под Вавелската катедрала.
Сеймът на Република Полша обявява 2003 г. за „Година на Владислав Шикорски“.

## Ордени и отличия
- Орден на Белия Орел (14 юли 1943 г., посмъртно с резолюция на президента на Република Полша, Владислав Рачкевич)
- Командорски кръст на Ордена Virtuti Militari (1923)
- Сребърен кръст на Ордена Virtuti Militari (1921)
- Голяма лента на Ордена на възродена Полша (2 май 1923)
- Командорски кръст на Ордена на възродена Полша (29 декември 1921)
- Кръст за независимост
- Орден „Грюнвалдски кръст“ I степен (2 юли 1946 г., посмъртно от Националния съвет)
- Кръст за храброст (четирикратно)
- Златен кръст за заслуги
- Медал „Участник във войната 1918 – 1921“
- Медал „10 години от Освобождението“
- Велик офицер на Ордена на Леополд (Белгия)
- Голям кръст на Ордена на Белия лъв (Чехословакия)
- Военен кръст 1914 – 1918 (Чехословакия)
- Военен кръст 1939 (Чехословакия)
- Кръст за свобода I и II степен (Естония)
- Голям кръст на Ордена на почетния легион (Франция, 1921)
- Голям кръст на Ордена на почетния легион (Франция, 1925)
- Военен кръст (август 1943, посмъртно, Норвегия)
- Голям кръст на Ордена на трите звезди (Латвия, 1928)
- Голяма лента на Ордена на Бялата роза (Финландия, 1922)
- Голяма лента на Ордена на Изгряващото слънце (Япония)
- Голям кръст на ордена на Короната на Румъния
- Велик офицер на Ордена на Звездата (Румъния)
- Голям кръст на Ордена на св. Сава (Югославия, 1924)
- Голям кръст на Ордена на Белия орел (Югославия)
- Голям кръст на Ордена на короната (Италия)
- Голяма лента на Ордена на ацтекския орел (Мексико, 1942)
- и др.

### На български
- „Испания и Полша отварят стари рани“ – в. „Сега“
- „Ексхумират тялото на Владислав Сикорски“ – actualno.com[неработеща препратка]
- „Проклятие е не Катин, а историческата вражда“ – в. „Труд“ Архив на оригинала от 2010-04-14 в Wayback Machine.
- „Смърт във въздуха: Герой на Полша жертва на авиотрагедия преди 67 г.“ – в. „Марица“[неработеща препратка]

### На други езици
- ((en)) David Irving, 1967, Accident. The Death of General Sikorski (full text) Архив на оригинала от 2010-05-23 в Wayback Machine.
- ((en)) Statement of the Polish government in exile following the death of General Sikorski (1943) Архив на оригинала от 2004-07-09 в Wayback Machine.
- ((en)) (in Polish) Polish Radio podcast on the subject of Sikorski's death Архив на оригинала от 2020-11-23 в Wayback Machine..
- ((en)) Polish forces in the west during World War II
- ((en)) Was General Sikorski a victim of the Katyn massacre? Part 1 Архив на оригинала от 2006-11-17 в Wayback Machine. Part 2 Архив на оригинала от 2006-11-13 в Wayback Machine. Part 3 Архив на оригинала от 2007-07-10 в Wayback Machine., By Jozef Kazimierz Kubit, Polish News Monthly
- ((en)) Captain Kazimierz DUDA – 1st Polish Armoured Division – C.K.M. Архив на оригинала от 2007-03-14 в Wayback Machine.
- ((pl)) Smierć gen. Sikorskiego Архив на оригинала от 2007-07-12 в Wayback Machine. Reproduction of several recent articles on the subject of Sikorski's death
- ((en)) Sikorski: was it murder?[неработеща препратка] The Times, July 4, 2003

|  | Тази страница частично или изцяло представлява превод на страницата Władysław Sikorski в Уикипедия на полски. Оригиналният текст, както и този превод, са защитени от Лиценза „Криейтив Комънс – Признание – Споделяне на споделеното“, а за съдържание, създадено преди юни 2009 година – от Лиценза за свободна документация на ГНУ. Прегледайте историята на редакциите на оригиналната страница, както и на преводната страница, за да видите списъка на съавторите. ВАЖНО: Този шаблон се отнася единствено до авторските права върху съдържанието на статията. Добавянето му не отменя изискването да се посочват конкретни източници на твърденията, които да бъдат благонадеждни. |